# Sulfonat

Structura generală a unui ion sulfonat.

Termenul de sulfonat face referire la o sare sau un ester al unui acid sulfonic. Sulfonații conțin grupa funcțională  R-SO3−.

## Săruri
Anionii cu formula generală RSO3− poartă denumirea de sulfonați, și sunt bazele conjugate ale acizilor sulfonici, RSO2OH. Din moment ce acizii sulfonici sunt în general acizi tari, sulfonații corespunzători sunt așadar baze slabe. 
O reacție organică clasică de obținere a sulfonaților este reacția dintre halogenurile de alchil și sulfiții, precum sulfitul de sodiu. Reacția a fost descrisă pentru prima dată de Adolph Strecker în 1868.  Ecuația generală a reacției este:
RX + M2SO3 → RSO3M + MX
Iodul este utilizat pe post de catalizator.

## Esteri
Esterii care conțin formula generală R1SO2OR2 se numesc esteri sulfonici, iar fiecare membru din această categorie se denumește în mod analog esterilor carboxilici. De exemplu, dacă grupa R2 este metil iar grupa R1 este trifluorometil, compusul respectiv se numește metil-trifluorometansulfonat. Esterii sulfonici sunt reactivi utilizați în sinteza organică, deoarece grupa RSO3− poate fi eliminată ușor în timpul reacțiilor, în special când R este o grupă atrăgătoare de electroni. De exemplu, triflatul de metil (trifluorometansulfonatul de metil) este un bun agent de metilare. 

### Sultone

1,3-propansultonă

Esterii sulfonici ciclici se numesc sultone. Unele dintre ele sunt instabile și nu pot fi izolate. Prin reacția cu apa, sultonele formează acizii hidroxisulfonici corespunzători. Sultonele se pot obține prin reacția alchenelor cu trioxid de sulf în soluție de dioxan.

## Exemple
- Mesilat (metansulfonat), CH3SO3−
- Triflat (trifluorometansulfonat), CF3SO3−
- Esilat (etansulfonat), C2H5SO3−
- Tosilat (p-toluensulfonat), CH3C6H4SO3−
- Besilat (benzensulfonat), C6H5SO3−
- Closilat (clorobenzensulfonat), ClC6H4SO3−